# フライングチルダーズ
フライングチルダーズ（Flying Childers、または単にチルダーズ〈Childers〉、もしくはデヴォンシャーチルダーズ〈Devonshire Childers〉、1715年 - 1741年）は、イギリスの競走馬・種牡馬。近代競馬における最初の名馬とも言うべき馬で、『ジェネラルスタッドブック』にも「他国まで含めても、これまでで最も速い馬であったと広く考えられた」と述べられている。全弟にエクリプスの3代父バートレットチルダーズがいる。
名前はレナード・チルダーズ (Leonard Childers) の生産馬ということで「チルダーズ」と呼ばれたが、のちにデヴォンシャー公爵ウィリアム・キャヴェンディッシュの手に渡り「デヴォンシャーチルダーズ」とも呼ばれるようになった。また、飛ぶように早いという意味で「フライングチルダーズ」とも呼ばれ、現在ではこの名称がもっとも有名となっている。
1972年以降、ドンカスター競馬場にてフライングチルダーズを記念するフライングチルダーズステークス（5ハロン、G2）が行われている。

## 生涯
フライングチルダーズが活躍した時代はエプソムダービーの創設前であり、まだジョッキークラブも設立されておらず、サラブレッドという言葉も用いられていなかった。フライングチルダーズ自身競走用に使われる前は、郵便物を運んでいたという話も残っているように、当時は競走目的のみに馬が生産されていたわけではないことがわかる。
レナード・チルダーズ大佐によってヨークシャー州ドンカスター近くのキャントリー・ホールで生産された。血統的には、本馬の父はダーレーアラビアンで、母方も牝祖がめずらしいアラブ系輸入繁殖牝馬であるオールドボールドペグ（6号族の祖）であることに代表されるように先祖はすべてアラブ種やターク種、バルブ種で占められており、アラブ馬の特徴を色濃く残している。体高も15.2ハンド（15ハンド2インチ≒約157.5センチメートル）と現在の馬に比べれば一回り小さかった。
記録では1721年から1723年の3年間にニューマーケット競馬場で当時の最強馬たちを相手に競走し、一度も負けたことがなかった。初出走となったのは1721年4月26日にニューマーケットのビーコンコース（Beacon Course; 芝4マイル1ハロン138ヤード≒約6765メートル）で行われたスピードウェルとの500ギニーを賭けたマッチレースで、これに勝利。10月に賭け金1000ギニーでスピードウェルとの再戦が組まれるも、スピードウェル側が500ギニーを支払って棄権している。この年には月日は不明ながらアルマンゾル (Almanzor) およびブラウンベティ (Brown Betty) と3頭立てのトライアル（無賞金のテストマッチ）もニューマーケットの周回コース（Round Course; 芝3マイル6ハロン93ヤード≒約6120メートル）で行われ、フライングチルダーズは6分40秒の時計で勝利した。このときフライングチルダーズは9ストーン2ポンド（約58キログラム）、ほかの2頭は8ストーン2ポンド（約52キログラム）というハンデ差だったという。翌1722年10月22日にはチャンターとの1000ギニーを賭けたマッチレース（6マイル≒約9656メートル）に出走し、これに勝った。サラブレッドヘリテイジではこの年はそれに加えてヨーク競馬場のテストマッチで強豪フォックスを相手に4分の1マイル（約402メートル）差をつける大差勝ちを収めたという。さらに年が明けた1723年4月3日の300ギニーを賭けたロンズデールメアおよびストリップリングとの競走は、両馬とも50ギニーをフライングチルダーズに払って棄権したため、単走で勝利した。続いて11月に予定された Bobseyとの200ギニーを賭けたマッチレースも、相手が100ギニーを支払って棄権した。
また上述のアルマンゾルおよびブラウンベティとの3頭立ての競走中にフライングチルダーズは1秒で82フィート半を駆け抜けたと考えられ、史上最も足が速い馬という評価の根拠になった。他にもビーコンコース（4マイル1ハロン138ヤード≒約6765メートル）を7分30秒で走破したとか、1完歩が25フィート（約7.6メートル）あったとか、騎手を乗せた状態で10ヤード（約9.1メートル）跳ぶことができたという記録も残されている。なお82.5フィート毎秒（0.9375マイル毎分）は約90.5キロメートル毎時であり、現代のサラブレッドのトップスピードが70キロメートル毎時あまりであることを考えると信じられない数字である。そもそも6120メートルの距離を6分40秒、6765メートルを7分30秒で走ったというのもかなり怪しい。しかしながら、タイムなどはいい加減だったとしても当時の人たちにそれほどまでに強い印象を与えたということだろう。実際かなり遅くまでこれは事実だと信じられており、ジェイムズ・クリスティ・ホワイトは1840年の“History of the British Turf”において、フライングチルダーズやエクリプスの記録されているパフォーマンスが非現実的であるという指摘に対し、多数の観衆がいたのだから間違っていたら異論があったはずだ、と反駁している。
引退後は馬主のデヴォンシャー公爵が所有するチャッツワース・ハウスの牧場で種牡馬として供用され、1741年に26歳で死んだ。交配相手には恵まれなかったと言われるが、それでもブラックレグズ、ブレイズなどの産駒を出した。後世の集計によれば、1730、1736年のイギリスリーディングサイアーを獲得したとのことである。その後スニップの産駒スナップが種牡馬として成功したが、子孫はエクリプスと同世代で13戦不敗のゴールドファインダーを最後の名馬としてサラブレッドとしては滅亡した。
サラブレッドとして滅んだものの、フライングチルダーズの父系子孫は、スタンダードブレッドやアメリカンサドルブレッドにおいて強勢である。これは1788年にアメリカに輸出されたメッセンジャーの産駒であるマンブリノII (Mambrino II) という馬が強く関わっており、以下の様に父系が受け継がれている。特にスタンダードブレッドでは占有率はほぼ100%に近く、アメリカンサドルブレッドでも40%程度のシェアがある。
- Flying Childers 1715
  - Blaze 1733
    - Sampson 1745
      - Engineer（英語版） 1756
        - Mambrino（英語版） 1768 
          - Messenger 1780
            - Mambrino II 1806
              - Abdallah 1823
                - Hambletonian X 1849 - スタンダードブレッド基礎種牡馬

              - Mambrino Paymaster 1826
                - Mambrino Chief 1844
                  - Clark Chief 1861
                    - Harrison Chief（英語版） 1872 - アメリカンサドルブレッド基礎種牡馬の1頭

なお、Y染色体の系統解析により、これらの馬の父系子孫はY染色体MSYに共通の一塩基多型 (SNP) を持っていることが判明している。これは、フライングチルダーズからマンブリノIIの何れかの段階で新たに獲得したと考えられ、少なくともマンブリノIIが生まれた1806年以降の父系血統が正しいことを立証する。また、ダーレーアラビアン系特有のSNPを保有する一方、エクリプスからホエールボーンのいずれかで発生したインデルを持たない。これらの結果は、残されている血統書と矛盾しない。

## 主な産駒
- ブラックレグズ (Blacklegs) - 1746年イギリスリーディングサイアー
- セカンド (Second) - ヘロドの父パートナーを破る。
- スニップ (Snip) - リーディングサイアー4回のスナップの父
- スパンキングロジャー (Spanking Roger) - 1730年代末に活躍、現役で死亡。
- ラウンドヘッド (Roundhead)
- ブレイズ (Blaze) - 1751年イギリスリーディングサイアー。父系子孫はメッセンジャーを通じて現存

## 血統表
| Flying Childersの血統        | Flying Childersの血統                           | Flying Childersの血統                           | （血統表の出典）                                | （血統表の出典）     |
| 父系                         | ダーレーアラビアン系（→フライングチルダーズ系） | ダーレーアラビアン系（→フライングチルダーズ系） | ダーレーアラビアン系（→フライングチルダーズ系） | [ § 2 ]              |
| 父 Darley Arabian 鹿毛 1700? | 父の父不明                                      | 不明                                            | 不明                                            | 不明                 |
| 父 Darley Arabian 鹿毛 1700? | 父の父不明                                      | 不明                                            | 不明                                            |                      |
| 父 Darley Arabian 鹿毛 1700? | 父の父不明                                      | 不明                                            | 不明                                            | 不明                 |
| 父 Darley Arabian 鹿毛 1700? | 父の父不明                                      | 不明                                            | 不明                                            |                      |
| 父 Darley Arabian 鹿毛 1700? | 父の母不明                                      | 不明                                            | 不明                                            | 不明                 |
| 父 Darley Arabian 鹿毛 1700? | 父の母不明                                      | 不明                                            | 不明                                            |                      |
| 父 Darley Arabian 鹿毛 1700? | 父の母不明                                      | 不明                                            | 不明                                            | 不明                 |
| 父 Darley Arabian 鹿毛 1700? | 父の母不明                                      | 不明                                            | 不明                                            |                      |
| 母 Betty Leedes              | 母の父Old Careless 1692                         | Spanker 鹿毛                                    | D'Arcy's Yellow Turk                            | D'Arcy's Yellow Turk |
| 母 Betty Leedes              | 母の父Old Careless 1692                         | Spanker 鹿毛                                    | Old Morocco Mare                                |                      |
| 母 Betty Leedes              | 母の父Old Careless 1692                         | 不明                                            | 不明                                            | 不明                 |
| 母 Betty Leedes              | 母の父Old Careless 1692                         | 不明                                            | 不明                                            |                      |
| 母 Betty Leedes              | 母の母Cream Cheeks                              | Leedes Arabian 黒鹿毛                           | 不明                                            | 不明                 |
| 母 Betty Leedes              | 母の母Cream Cheeks                              | Leedes Arabian 黒鹿毛                           | 不明                                            |                      |
| 母 Betty Leedes              | 母の母Cream Cheeks                              | Spanker Mare 芦毛 1690                          | Spanker                                         | Spanker              |
| 母 Betty Leedes              | 母の母Cream Cheeks                              | Spanker Mare 芦毛 1690                          | Old Morocco Mare                                |                      |
| 母系(F-No.)                  | 6号族(FN:6-a)                                   | 6号族(FN:6-a)                                   | 6号族(FN:6-a)                                   | [ § 3 ]              |
| 5代内の近親交配              | Spanker: 3×4, Old Morocco Mare: 4×5×4           | Spanker: 3×4, Old Morocco Mare: 4×5×4           | Spanker: 3×4, Old Morocco Mare: 4×5×4           | [ § 4 ]              |
| 出典                         | 1. 2. 3. 4.                                     | 1. 2. 3. 4.                                     | 1. 2. 3. 4.                                     | 1. 2. 3. 4.          |

曽祖母がスパンカーメアという定説に対し、ママデュク・ウイヴィックの牝馬という説もある。